# Augustówka (Wierzenica)
Augustówka – przysiółek wsi Wierzenica w Polsce, położony w województwie wielkopolskim, w powiecie poznańskim, w gminie Swarzędz.
W latach 1975–1998 przysiółek administracyjnie należał do województwa poznańskiego.